# Министър на околната среда и водите на България
Министърът на околната среда и водите на България е член на правителството, т.е. на изпълнителната власт (кабинета) и ръководи и координира политиката на държавата по контрола над бизнеса, населението и държавните фирми при опазването на околната среда и екологичното равновесие в страната, както и при нейното провеждане по отношение на европейските и международни екологичните стандарти. Избиран е от парламента или се назначава от държавния глава на България.

## Министри
Списъкът на министрите на околната среда и водите е подреден по ред на правителство.

### Министър на околната среда (1990 – 1997)
| правителство | име                    | дати                                 | партия         | партия |
| ------------ | ---------------------- | ------------------------------------ | -------------- | ------ |
| 80           | Александър Александров | 21 септември 1990 – 20 декември 1990 | БСП            |        |
| 81           | Димитър Воденичаров    | 22 декември 1990 – 8 ноември 1991    | СДС            |        |
| 82           | Валентин Василев       | 8 ноември 1991 – 30 декември 1992    | СДС            |        |
| 83           | Валентин Босевски      | 30 декември 1992 – 17 октомври 1994  | безпартиен     |        |
| 84           | Валентин Босевски      | 17 октомври 1994 – 25 януари 1995    | безпартиен     |        |
| 85           | Георги Георгиев        | 25 януари 1995 – 12 февруари 1997    | ПК Екогласност |        |
| 86           | Иван Филипов           | 12 февруари 1997 – 21 май 1997       | СДС            |        |

### Министър на околната среда и водите (1997–понастоящем)
| правителство | име                        | дати                                 | партия     | партия |
| ------------ | -------------------------- | ------------------------------------ | ---------- | ------ |
| 87           | Евдокия Манева             | 21 май 1997 – 24 юли 2001            | СДС        |        |
| 88           | Долорес Арсенова           | 24 юли 2001 – 16 август 2005         | НДСВ       |        |
| 89           | Джевдет Чакъров            | 16 август 2005 – 27 юли 2009         | ДПС        |        |
| 90           | Нона Караджова             | 27 юли 2009 – 13 март 2013           | ГЕРБ       |        |
| 91           | Юлиан Попов                | 13 март 2013 – 29 май 2013           | ПП         |        |
| 92           | Искра Михайлова            | 29 май 2013 – 19 юни 2014            | ДПС        |        |
| 92           | Станислав Анастасов        | 19 юни 2014 – 6 август 2014          | ДПС        |        |
| 93           | Светлана Жекова            | 6 август 2014 – 7 ноември 2014       | безпартиен |        |
| 94           | Ивелина Василева           | 7 ноември 2014 – 27 януари 2017      | ГЕРБ       |        |
| 95           | Ирина Костова              | 27 януари 2017 – 4 май 2017          | безпартиен |        |
| 96           | Нено Димов                 | 4 май 2017 – 15 януари 2020          | ВМРО-БНД   |        |
| 96           | Емил Димитров              | 15 януари 2020 – 12 май 2021         | ВМРО-БНД   |        |
| 97           | Асен Личев                 | 12 май 2021 – 16 септември 2021      | безпартиен |        |
| 98           | Асен Личев                 | 16 септември 2021 – 13 декември 2021 | безпартиен |        |
| 99           | Борислав Сандов            | 13 декември 2021 – 2 август 2022     | ДБ         |        |
| 100          | Росица Карамфилова-Благова | 2 август 2022 – 3 февруари 2023      | безпартиен |        |
| 101          | Росица Карамфилова-Благова | 3 февруари 2023 – 6 юни 2023         | безпартиен |        |
| 102          | Юлиан Попов                | 6 юни 2023 – 9 април 2024            | ПП         |        |
| 103          | Петър Димитров             | 9 април 2024 – 27 август 2024        | безпартиен |        |
| 104          | Петър Димитров             | 27 август 2024 – 16 януари 2025      | безпартиен |        |
| 105          | Манол Генов                | 16 януари 2025 – …                   | БСП        |        |